# Az apáca (film, 2018)
Az apáca (eredeti cím: The Nun) 2018-as amerikai horrorfilm.
A filmet Corin Hardy rendezte, a forgatókönyvet Gary Dauberman írta. Ez a film – mely a Démonok között univerzum ötödik, időrendben az első része – a Démonok között 2.-ből megismert démon apácáról szól. A főbb szerepekben Taissa Farmiga, Demián Bichir, Bonnie Aarons és Jonas Bloquet látható. A történet szerint egy római katolikus pap és egy noviciátus apáca egy rejtélyes és ördögi esetet igyekszik felfedni az 1950-es évek Romániájában.
A forgatás 2017 májusában kezdődött Bukarestben. 
Az Amerikai Egyesült Államokban 2018. szeptember 7-én mutatta be a Warner Bros. Pictures, Magyarországon egy nappal korábban, 2018. szeptember 6-án került mozikba. 
Kritikai fogadtatása vegyes volt: a színészi alakításokat és a film hangulatát dicsérték, de a gyenge narratívát, valamint az ijesztgetés, mint filmes eszköz túlzásba vitelét bírálták a kritikusok. Ennek ellenére a film anyagi szempontból jól teljesített, világszerte 365 millió dolláros bevételével a filmes sorozat legprofitábilisabb része lett.

## Cselekmény
1952-ben Romániába küldtek egy katolikus papot a Vatikánból, hogy megvizsgálja egy apáca titkát a Kerci kolostorban.
Amikor egy fiatal apáca öngyilkos lesz a román apátsági kolostorban, a Vatikán egy kísértetjárta múltú papot és egy fogadalomtétel előtt álló novíciát küld az események felderítésére. Ketten együtt fel is tárják a rend istentelen titkait. Nem csak az életüket, de a saját hitüket és lelküket is kockára téve szembeszállnak a gonosszal, aki ugyanazt az alakot viseli, aki a közönséget már a Démonok között 2.-ben is ijesztgette. A kolostor az élők és elátkozottak horrorisztikus csataterévé válik.

## Szereplők
| Színész        | Szerep                       | Magyar hang    |
| -------------- | ---------------------------- | -------------- |
| Demián Bichir  | Burke atya                   | Rátóti Zoltán  |
| Taissa Farmiga | Irene nővér                  | Eke Angéla     |
| Jonas Bloquet  | Maurice "Frenchie" Theriault | Szatory Dávid  |
| Bonnie Aarons  | Az apáca/Valak               | nem szólal meg |
| Charlotte Hope | Victoria nővér               |                |
| Ingrid Bisu    | Oana nővér                   | Csifó Dorina   |
| Sandra Teles   | Ruth nővér                   |                |
| Manuela Ciucur | Christine nővér              |                |
| Ani Sava       | Jessica nővér                |                |
| August Maturo  | Daniel                       |                |
| Patrick Wilson | Ed Warren                    | Széles Tamás   |
| Vera Farmiga   | Lorraine Warren              | Bertalan Ágnes |
| Lili Taylor    | Carolyn Perron               | nem szólal meg |
| Jonny Coyne    | Gregoro                      |                |
| Jared Morgan   | márki                        |                |
| Michael Smiley | Pasquale püspök              |                |